# OXO
OXO és un videojoc del 1952 per a jugar al tres en ratlla, i fou el primer videojoc gràfic que s'executava en un ordinador. Tot i que existeix una patent d'un videojoc anterior del 1947 per a fer simulacions d'un míssil, aquest no usava un ordinador, sinó un tub de raigs catòdics. El popular Pong fou el primer videojoc comercialitzat de la història.
El joc va ser inventat per un estudiant de la Universitat de Cambridge el 1952, que es deia A. S. Douglas, més conegut per "Sandy". Per descomptat l'OXO havia de córrer en un computador, allí estava la monumental EDSAC (Electronic Delay Storage Automatic Calculator), la primera computadora operacional que podia emmagatzemar programes electrònics de computadora "Sandy" crea OXO com a forma d'il·lustrar la seva tesi en el Doctorat (PhD) sobre la interacció entre l'ésser humà i un computador.
La comesa del joc és conegut, en aquest cas no existia un contrincant sinó que el jugador enfronta a la computadora en un tub de raigs catòdics de 35×16 píxels. Per descomptat el joc no podia ser gaire popular, ja que EDSAC era un computador únic, i no existia un altre. L'objectiu del joc és conegut per tots, es tracta de completar una fila, ja sigui en horitzontal, diagonal o vertical amb zeros o uns. En aquest cas el jugador havia d'enfrontar-se a la computadora i el resultat era visualitzat en una pantalla de 35x16 píxels.